# Schloss Schirmitz

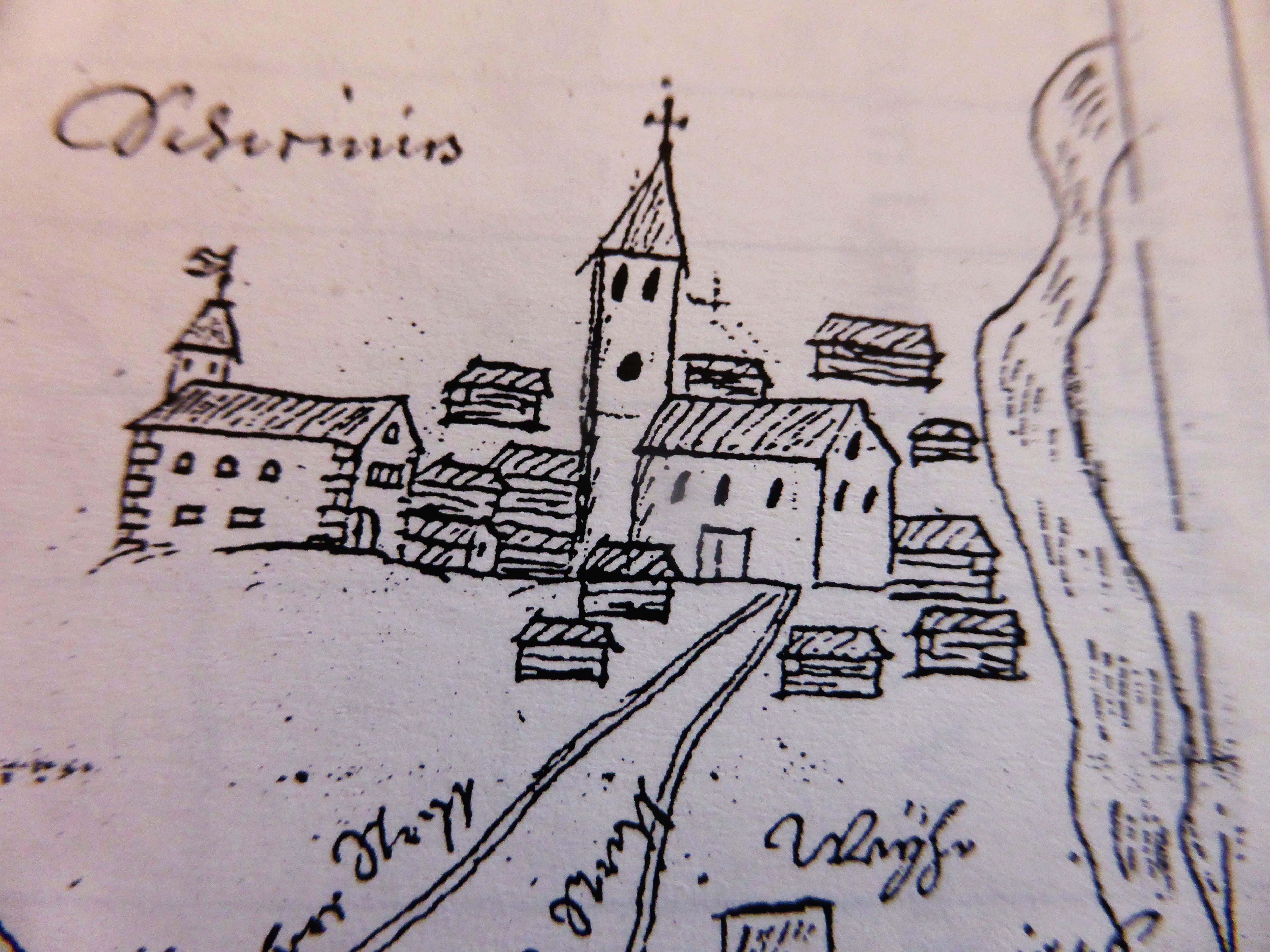
Schloss Schirmitz (1723)

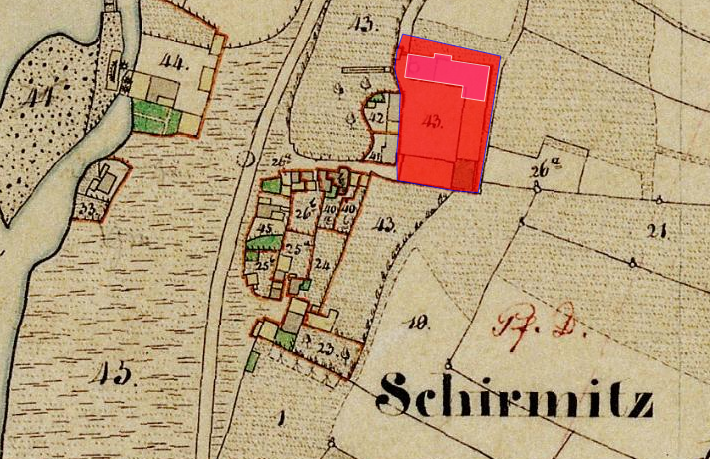
Schloss Schirmitz auf dem Urkataster von Bayern

Schloss Schirmitz ist ein abgegangenes Schloss neben der Kirche im Zentrum der oberpfälzer Gemeinde Schirmitz. Die Anlage wird als Bodendenkmal unter der Aktennummer D-3-6339-0037 im Bayernatlas als „archäologische Befunde des Mittelalters und der frühen Neuzeit im Bereich des ehem. Hofmarkschlosses von Schirmitz, darunter die Spuren von Vorgängerbauten bzw. älterer Bauphasen“ geführt. 

## Geschichte
Erstmals wird um 1225 ein Marcward von Schirnwitz als Zeuge bei der Verpfändung der Burg  Leuchtenberg von Diepold II. von Leuchtenberg an Heinrich von Ortenburg-Murach genannt. Von daher ist anzunehmen, dass die Schirnwitzer Ministeriale der Leuchtenberger waren. 1280 urkundet ein Fridericus de schirenwitz bei dem Verzicht des Landgrafen Friedrich II. auf sein Besitzrecht an Höfen in Pischeldorf (heute Pirk zugehörig); 1320 sowie 1323 tritt Friedrich der Schirmitzer in Urkunden des Klosters Kastl als Zeuge auf.

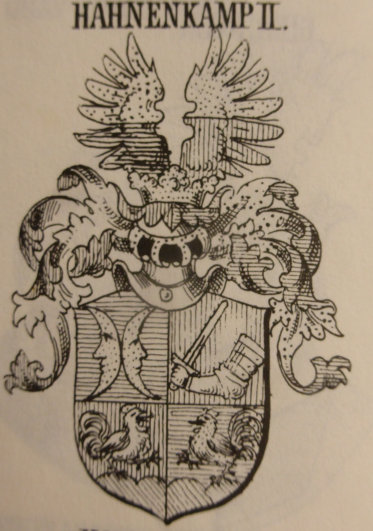
Wappen der Hahnenkamp

Eysentrud von Nothafft erhielt einen Hof in Schirmitz, als sie sich mit Landgraf Friedrich von Leuchtenberg vermählte. Dieser Hof war ein Reichslehen und kam 1297 an das Kloster Waldsassen. Eine hiesige Pfarrei (St. Jacob) wird bei dem Ministerialensitz von Schirmitz im ältesten Pfarreienverzeichnis der Diözese Regensburg 1326 genannt. Schirmitz gehörte damals zum Dekanat Schwarzhofen. Am 19. Dezember 1399 wird im ältesten Leuchtenberger Lehenbuch ein Heinrich der Alber, gesessen zu Schirmitz, genannt, dem ein Gut hinter der Kirche, Kolbenhof genannt, verkauft wird; dies wird am 7. März 1407 nochmals der Frau Agnes der Alberin bestätigt. Am 9. Mai 1445 wird ein Konrad Alber, gesessen zu Schirmitz, beim Verkauf eines Zehnts genannt. Am 9. April 1488 erhält Fridel Alber von Schirmitz einen Lehenbrief von Landgraf Johann.
Die weiteren Schirmitzer Gutsbesitzer sind durchgehend ab 1568 dokumentiert: 1568 wird hier Christoph von Trauttenberg aus Fuchsmühl genannt. Auf ihn folgt 1590 Sebastian Wildenauer, genannt Kastner und 1612 Johann Sebastian Wildenauer, genannt Kastner. Für Sebastian Wildenauer, genannt Kastner wird am 16. August 1590 ein Freiheitsbrief ausgestellt. Am 13. Februar 1717 hat Johann Joachim Grill die Landsassenpflicht für das käuflich erworbene Gut Schirmitz abgelegt. Sein Nachfolger Max Emanuel Grill verkauft das Landsassengut an den Leuchtenbergischen Landgerichtsschreiber Johann Melchior Hannakam, der am 2. Oktober 1724 die Landsassenpflicht ablegt. Zwischen 1732 und 1740 ist hier Anna Maria Hannakamp genannt. Am 8. Juli 1747 sind die Hanakamps mit dem Zusatz von Schirmitz in den Reichsadelstand erhoben worden. 1746 ist das Landsassengut an Johann Max de Friderico übergegangen († 1749). Bei der Aufnahme des Inventars wird auch das Schloss zu Schirmitz mit allen Zugehörigkeiten genannt. Mitte des 18. Jahrhunderts werden in der zum Landgericht Leuchtenberg gehörenden Herdstättenbeschreibung, die im Wesentlichen auf dem leuchtenbergischen Salbuch von 1719 beruht, in Schirmitz ein Schloss, ein Meierhof und 34 Anwesen genannt, die teilweise zu dem Landsassengut Schirmitz und teils zu der Grundherrschaft der Pfarrei Schirmitz gehörten. Zwischen 1750 und 1761 ist das Gut in den Händen der verwitweten Landobristin bzw. Generalfeldmarschallleutnantin Maria Magdalena de Friderico (geborene von Kornbeckh, † 6. Februar 1766). Am 11. Februar 1754 wurde ihr von Kurfürst Maximilian Joseph wegen der Verdienste ihres verstorbenen Gatten die Landsassenfreiheit auf Lebenszeit bestätigt. Am 30. Januar 1765 kommt das „gefreyte Rittergut“ mit dem Schloss und 22 Viertelhöfen auf dem Schenkungsweg von Johann Leonhardt de Friderico an Reichsgraf Joseph Franz von Seinsheim. Auf ihn folgt 1771 Maria Josepha Freyin von Hannakamp, die das Landsassengut wieder käuflich erworben hat. Ihre Tochter, verehelichte Freifrau von Karg, hat den Edelsitz mit Schloss, Meierhof und Mühle 1772 an das Kloster Waldsassen um 13.000 fl verkauft. 1801 wurde von der Regierung in Amberg das Rittergut Schirmitz an den Schutzjuden Michael Hirschel et Cons. für 36.000 fl zur Zerstückelung und Verkauf übergeben, was vom Kloster Waldsassen bereits 1799 in die Wege geleitet worden war. 1803 wird dann das Landsassengut aufgeteilt und verkauft.
Die Inhaber des Landsassenguts übten die niedere Gerichtsbarkeit aus. Da das Kloster 1803 säkularisiert und vom Staat eingezogen wurde, kam es hier nicht mehr zur Ausbildung eines Patrimonialgerichts. Schirmitz gehörte zum Stadtgericht Weiden, das wiederum dem Landrichter von Parkstein unterstellt war; 1838 wird es dem Landgericht Vohenstrauß eingegliedert und gehört ab 1862 zum Landkreis Neustadt an der Waldnaab.
An der Stelle des abgegangenen Schlosses stand später die Schlossbrauerei Heigl.